# 减载
减载（load shedding）又称降载、切负荷、减负荷，广义上是指公用事业公司为降低系统负载，而特意执行的措施。狭义上专指电力系统受到突发性干扰事故导致供电系统不稳定或系统供电容量不足时，为维持电力系统的功率平衡和稳定性，避免发生电压崩溃而大面积断电，将部分负荷从电网上断开的措施；目前多由自动控制装置来实现。有时，减载也作为控制火力发电厂（尤燃煤电厂）造成空污的手段。
减载分为低频减载和低压减载：
- 低频减载是指当电力系统出现有功功率缺额并引起频率下降时，电网的自动控制装置为维持系统安全运行和重要用户正常供电，会依据频率下降的幅度，自动切除次要负荷（例如发电机因低频保护，而自动脱扣或跳闸）的技术措施。
- 低压减载则是当电力系统因无功缺额使电压异常且低于允许值时，电网的自动控制装置为维持系统安全运行和重要用户正常供电，自动切除次要负荷，使电压恢复的技术措施。

所谓“高频切机，低频减载”，都是靠自动控制装置来实现的。
分级减载则是为了保持对重要设备连续供电，当发电机过载时，不重要设备自动优先从电路中分级切除；但也指在空品不良期间，火力发电厂依空品指标预警等级或即时数值，实施“减载减排”。